# Under the Sign of Hell
Under The Sign Of Hell — третий альбом норвежской блэк-метал-группы Gorgoroth, выпущенный в 1997 г. На Under The Sign Of Hell дебютировал вокалист Pest, который также исполнил все песни, кроме заглавной, на следующем альбоме Destroyer, после чего покинул группу (вернулся в 2008, уволен в 2012).
Альбом был перезаписан в 2011 году с новым ударником Томасом Асклундом. В версии 2011 года отсутствует «Postludium» и некоторые атмосферные моменты; песни приобрели более чистое звучание. Сократилась общая длительность до 26 минут против 33 минут у оригинальной версии 1997 года.

## Список композиций
1. «Revelation of Doom» (Откровение Судьбы)
2. «Krig» (Война)
3. «Funeral Procession» (Похоронная Процессия)
4. «Profetens åpenbaring» (Откровение Пророка)
5. «Postludium» (постлюдия)
6. «Ødeleggelse og undergang» (Разрушение и Упадок)
7. «Blood Stains the Circle» (Кровь окрашивает Круг)
8. «The Rite of Infernal Invocation» (Обряд Инфернального Призыва)
9. «The Devil Is Calling» (Зов Дьявола)

## Состав
- Инфернус (Рогер Тьегс) — гитара и бас-гитара
- Ares — бас-гитара на «Revelation of Doom»
- Grim (Эрик Бродрескифт) — ударные
- Pest — вокал